# Eparchia di Minya
L'eparchia di Minya o eparchia di Ermopoli Maggiore (in latino: Eparchia Hermopolitana) è una sede della Chiesa cattolica copta suffraganea del patriarcato di Alessandria dei Copti. Nel 2021 contava 54.000 battezzati. È retta dall'eparca Basilios Fawzy Al-Dabe.

## Territorio
L'eparchia comprende la città di Minya, dove si trova la cattedrale di Cristo Re.
Il territorio è suddiviso in 30 parrocchie.

## Storia
L'eparchia è stata eretta il 26 novembre 1895 con la bolla Christi Domini di papa Leone XIII, in occasione dell'istituzione del patriarcato di Alessandria dei Copti.
Il 7 gennaio 2020 ha ceduto una porzione di territorio a vantaggio dell'erezione dell'eparchia di Abu Qurqas.

## Cronotassi dei vescovi
Si omettono i periodi di sede vacante non superiori ai 2 anni o non storicamente accertati.
- Joseph-Maxime Sedfaoui † (6 marzo 1896 - 27 febbraio 1925 deceduto)
- Francesco Basilio Bistauros † (10 agosto 1926 - 30 novembre 1934 deceduto)
  - Sede vacante (1934-1938)
- Giorgio Baraka † (8 luglio 1938 - 9 dicembre 1946 deceduto)
  - Sede vacante (1946-1950)
- Paul Nousseir † (21 gennaio 1950 - 24 gennaio 1967 deceduto)
- Isaac Ghattas † (8 maggio 1967 - 8 giugno 1977 deceduto)
- Antonios Naguib † (26 luglio 1977 - 9 settembre 2002 dimesso[1])
- Ibrahim Isaac Sidrak (29 settembre 2002 - 15 gennaio 2013 eletto patriarca di Alessandria)
- Botros Fahim Awad Hanna (25 marzo 2013 - 7 ottobre 2020 dimesso)[2]
- Basilios Fawzy Al-Dabe, dal 3 novembre 2020

## Statistiche
L'eparchia nel 2021 contava 54.000 battezzati.
| anno | popolazione | popolazione | popolazione | presbiteri | presbiteri | presbiteri | presbiteri                | diaconi | religiosi | religiosi | parrocchie |
| anno | battezzati  | totale      | %           | numero     | secolari   | regolari   | battezzati per presbitero | diaconi | uomini    | donne     | parrocchie |
| ---- | ----------- | ----------- | ----------- | ---------- | ---------- | ---------- | ------------------------- | ------- | --------- | --------- | ---------- |
| 1949 | 11.491      | 2.777.024   | 0,4         | 18         | 13         | 5          | 638                       |         |           |           | 20         |
| 1969 | 14.000      | 5.219.194   | 0,3         | 25         | 19         | 6          | 560                       |         | 10        | 66        | 19         |
| 1980 | 19.541      | ?           | ?           | 37         | 28         | 9          | 528                       |         | 10        | 71        | 28         |
| 1990 | 20.503      | ?           | ?           | 35         | 31         | 4          | 585                       |         | 5         | 15        | 21         |
| 1999 | 38.835      | ?           | ?           | 37         | 36         | 1          | 1.049                     |         | 1         | 12        | 26         |
| 2000 | 39.504      | ?           | ?           | 34         | 33         | 1          | 1.161                     |         | 1         | 13        | 26         |
| 2001 | 10.068      | ?           | ?           | 39         | 38         | 1          | 258                       |         | 1         | 15        | 26         |
| 2002 | 40.230      | ?           | ?           | 41         | 40         | 1          | 981                       |         | 2         | 9         | 26         |
| 2003 | 40.530      | ?           | ?           | 42         | 41         | 1          | 965                       |         | 2         | 9         | 26         |
| 2016 | 52.037      | ?           | ?           | 70         | 66         | 4          | 743                       |         | 9         | 40        | 30         |
| 2019 | 52.600      | ?           | ?           | 72         | 68         | 4          | 730                       |         | 9         | 40        | 30         |
| 2020 | 53.500      | ?           | ?           | 72         | 68         | 4          | 744                       |         | 9         | 40        | 30         |
| 2021 | 54.000      | ?           | ?           | 72         | 68         | 4          | 750                       |         | 9         | 40        | 30         |